# Aldo Bini
Aldo Bini (Montemurlo, Toscana, 30 de julho de 1915 – Prato, 16 de junho de 1993) foi um ciclista italiano, que foi profissional entre 1934 e 1955. 
Seus sucessos mais importantes foram 5 etapas no Giro de Itália, duas edições do Giro de Lombardia e um segundo lugar no Campeonato do Mundo de ciclismo, entre muitos outros triunfos.

## Palmarés
- 1933

1º no Tour de Umbria
- 1935

1º no Giro de Emilia
1º no Giro do Piemonte
1º no Giro de Duas Províncias
1º na Copa Franchi
1º na Copa Necchi
- 1936

1º no Giro do Piemonte
1º na Milão-Modena
Vencedor de uma etapa no Giro de Itália
Prata no Campeonato do Mundo de ciclismo
- 1937

1º na Giro de Lombardia
1º na Milão-Modena
1º no Giro da Província de Milão, com Maurice Archambaud
Vencedor de 3 etapas do Giro de Itália
- 1938

1º na Milão-Modena
- 1940

1º na Coppa Bernocchi
- 1941

1º no Giro do Piemonte
1º na Carreira de Grande Fundo
- 1942

1º na Giro de Lombardia
- 1946

Vencedor de uma etapa no Giro de Itália
- 1948

 Vencedor da maglia nera do Giro de Itália
- 1952

1º na Milão-Turim

### Resultados no Giro de Itália
- 1935. Abandona
- 1936. Abandona. Vencedor de uma etapa
- 1937. 23º da classificação geral e vencedor de 3 etapes
- 1940. Abandona
- 1946. 23º da classificação geral e vencedor de uma etapa
- 1947. Abandona
- 1948. 41º da classificação geral.  Vencedor da maglia nera (último classificado)
- 1950. Abandona
- 1951. Abandona
- 1953. 70º da classificação geral
- 1954. Abandona

### Resultados no Tour de France
- 1938. 48º da classificação geral